# Johann Kapp (Theologe)
Johann Kapp (auch Johannes Kapp; * 12. Dezember 1739 in Oberkotzau; † 18. August 1817 in Bayreuth) war ein deutscher klassischer Philologe, lutherischer Geistlicher und Theologe.

## Leben
Kapp war der Sohn des Fuhr- und Handelsmannes Johann Kapp, der schon kurze Zeit nach der Geburt des Jungen starb. Aus der Oberkotzauer Familie Kapp stammten auch der Historiker Johann Erhard Kapp und der Mediziner Christian Ehrhard Kapp. Am 23. Februar 1749 kam er ans Gymnasium Hof, das er bis 1758 absolvierte. Unterbrochen wurde seine Gymnasialzeit für einige Monate im Jahr 1753, als ihn seine Mutter zu einer Ausbildung zum Kaufmann nach Nürnberg schickte, die er aber nach kurzer Zeit zu Gunsten des weiteren Schulbesuchs abbrach. 1758 ging er zum Studium an die Universität Leipzig. Er studierte neben Philosophie und Theologie, Mathematik und Kirchengeschichte. 1762 wechselte er  für zwei Monate an die Universität Erlangen, bevor er als Magister der Philosophie eine Hauslehrerstelle in Asch übernahm.
Kapp folgte 1764 einem Ruf als Lehrer an das Hofer Gymnasium, an dem er 1775 zum Konrektor aufstieg. 1777 nahm er den Ruf als hochfürstlich brandenburgischer Schlossprediger nach Bayreuth an und wurde zugleich Professor der Theologie und Geschichte am Collegium Christian-Ernestinum. 1784 wurde er zum Konsistorialrat ernannt, außerdem hatte er von 1790 bis 1792 die Stelle eines Assistenzrats im theologischen, philologischen und historischen Fach beim Kuratorium der Universität Erlangen inne. Mit Verlegung des Konsistoriums von Bayreuth nach Ansbach 1799 kam Kapp als Konsistorialrat und Stiftsprediger dorthin. Er kehrte  1801 als Superintendent und Stadtpfarrer zurück nach Bayreuth.
Kapp wurde im Rahmen der Neustrukturierung der evangelischen Kirchenverwaltung am 25. Oktober 1810 Kreiskirchenrat für den Main-Kreis mit Sitz in Bayreuth. Von der Universität Erlangen wurden ihm der Dr. theol. und der Dr. phil. verliehen.
Der Philosoph und Politiker Christian Kapp war sein Sohn, Johann Christian Kapp sein Neffe, mit dem er auf philologischem Gebiet zusammenwirkte.

## Schriften

### Monographien (Auswahl)
- Von den Mitteln zur Erweckung der Aufmerksamkeit der Jugend nach dem Vorbilde Jesu, 1773.
- Particula ... methodi certa signa boni studiisque apti ingenii reperiendi, 2 Bände, Hentschel, Hof 1776–1777.
- Zur Erholung für Lehrer und Freunde der Schulen, Lübeck, Bayreuth 1785.
- Über die Volksmenge des Fürstenthums Bayreut, 1790 (auch in Journal von und für Franken, Band 1 (1790), S. 149–167).
- Zur öffentlichen Prüfung der in dem illustri Collegio Christian-Ernestino studierenden Jugend am 17. und 18. December 1792. werden nach vorausgeschicktem zweyten Beytrag zur Geschichte des Exorcismus in den Bayreuthischen Landen alle Gönner und Freunde der Schule im Namen des Collegii ... eingeladen, Bayreuth 1792.
- Umständlichen Nachricht von der allgemeinen Kirchenvisitation in dem Fürstenthum Bayreuth in den Jahrens 1561–1564, Bayreuth 1798.
- Zur Anhörung einer lateinischen Abschiedsrede von den Pflichten der studirenden Jugend, Bayreuth 1799.

### Herausgeberschaften (Auswahl)
- Iulius Obsequens: Iulii Obsequentis Quae Supersunt Ex Libro De Prodigiis, Vierling, Hof 1772.
- Cornelius Nepos: Cornelii Nepotis Vitae Excellentium Imperatorum, Walther, Erlangen 1774.
- Pomponius Mela: Pomponii Melae De Situ Orbis Libri III.: Accedunt Indices Locupletissimi In Usum Scholarum, Vierling, Hof 1781 (mit einem Index geographicus von Johann Christian Kapp).